# 小倉実房
小倉 実房（おぐら さねふさ、生年不詳 - 永禄13年（1570年））は、戦国時代の武将。右京亮（兵庫亮とも）。諱は実澄（さねずみ）ともいう（後述）。
室は於鍋の方（後の織田信長側室興雲院）。子に甚五郎・松寿。

## 近江小倉氏とは
清和源氏満季流で承暦年間に小倉（小椋）景実が近江国愛知郡小椋庄に小倉城を築いたのが始まりであるという。
景実の孫である小倉実郷の代には源頼朝に従い愛知・神崎・蒲生三郡に跨る所領を安堵され、小倉氏は蒲生氏などと並んで東近江に勢力を誇った。蒲生氏とは鎌倉時代初期から婚姻関係を結ぶなど縁が深く、小倉実晴は蒲生俊綱の娘を室としている。
室町時代に入ると庶流家を分出し、宗家は蒲生郡佐久良庄の佐久良城を本拠とし、神崎郡御園庄を支配する小倉西家は山上城を本拠として周りを八尾城を始めとする支城で固め、愛知川小倉庄を支配する小倉東家は高野城並びに小倉城を本拠とした。
戦国初期に入るとしだいに宗家と庶子家の関係が悪くなり始める。

## 概要

### 生涯
小倉実房は戦国中期における小倉東家の当主で高野城主である。一部系図で小倉賢治（小倉右近大夫）の子である小倉実治と同一視されるが実治は当時の小倉西家の当主であり、信憑性に疑問が残る。
六角義賢（承禎）の家臣であったが織田信長とは尾張国統一前から何かしらの親交があったようで、永禄2年（1559年）の信長上洛の帰路では美濃衆の襲撃を回避する為に、小倉領から鈴鹿山脈を越えて伊勢へと抜ける八風峠越えを行ったが、実房はその際に織田軍の水先案内を務めた。
後に永禄13年（1570年）に起きた金ヶ崎の戦いでも千種越えに協力して織田軍の岐阜城帰還を助けたが、これが承禎の怒りを買い攻め滅ぼされた。
後にお鍋の方は信長の側室となり、信長との間に織田信高・織田信吉・於振（水野忠胤・佐治一成室）をもうけ、甚五郎・松寿兄弟も織田家に仕えた。
昭和3年（1928年）、正五位を追贈された。

### 資料の混乱
しばしばお鍋の方を「小倉実澄室」と表記する書が見られるが、実澄は応仁の乱などに参加し、永正2年（1505年）に亡くなった武将であり、また同年代に小倉実澄を名乗る武将の存在は確認できず、誤記の可能性が高い。
また、『中世城郭辞典』では「永禄元年（1558年）に「小倉右京亮実治」が京へ上洛した帰りの信長の八風峠越えを助け、六角承禎はこれを怒り和南山の合戦が起こった」とあるが上洛した年が間違っていたり、『滋賀県中世城郭分布調査』によれば和南周辺で永禄3年（1560年）から永禄7年（1564年）の間に起こった戦乱は蒲生郡を治める小倉宗家と山上郡を治める小倉西家との内訌といった色合いが強い。